# Undulifer violetae
Undulifer violetae is een keversoort uit de familie Passalidae. De wetenschappelijke naam van de soort is voor het eerst geldig gepubliceerd in 1986 door Reyes-Castillo & Castillo.